# Alan Burnett (Drehbuchautor)

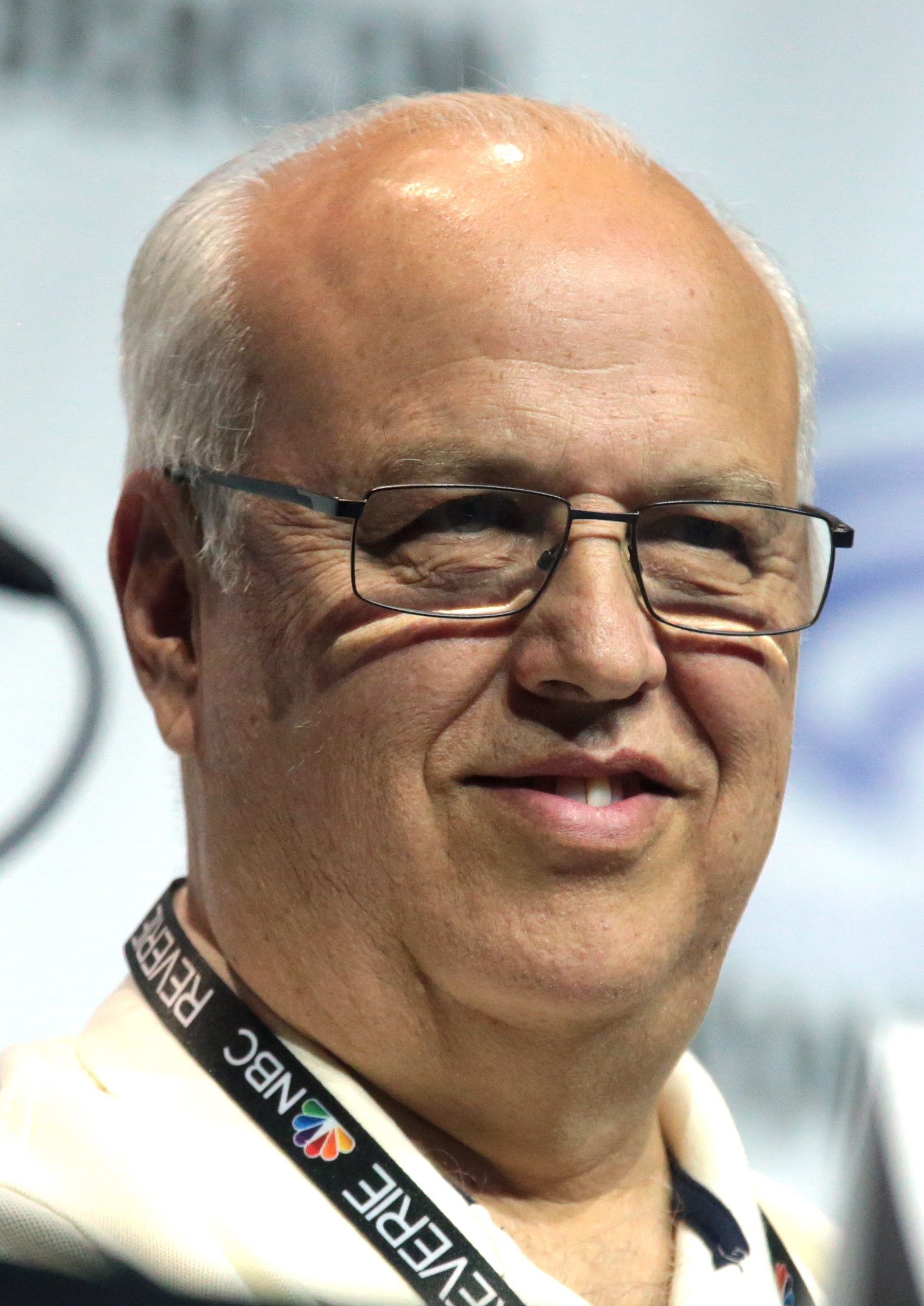
Alan Burnett

Alan Burnett (* 1949) ist ein US-amerikanischer Drehbuch- und Comicautor. Zu seinen bekanntesten Arbeiten zählen die Zeichentrickserien Ducktales und The New Batman Adventures.

## Leben
Nach dem Abschluss der Pompano Beach Senior High School in Pompano Beach im US-Bundesstaat Florida und der University of Florida begann Burnett in der TV-Branche zu arbeiten. Seither hat er als Drehbuchautor an Zeichentrickserien wie Die Schnorchels, Die Gummibärenbande, Freakazoid, Batman: The Animated Series, Superman: The Animated Series und Batman Beyond, sowie an dem Film Ducktales: Jäger der verlorenen Lampe mitgewirkt und für seine Arbeit unter anderem vier Emmys gewonnen.
Als Comicautor hat Burnett unter anderem für die von DC-Comics veröffentlichte Serie Superman/Batman (#37–42) geschrieben.

## Einzelnachweis
1. ↑  https://www.emmys.com , abgerufen am 17. Dezember 2020

| Personendaten    | Personendaten                              |
| ---------------- | ------------------------------------------ |
| NAME             | Burnett, Alan                              |
| KURZBESCHREIBUNG | US-amerikanischer Drehbuch- und Comicautor |
| GEBURTSDATUM     | 1949                                       |